# Cormeray
Cormeray és una comuna francesa al departament del Loir i Cher (regió de Centre-Vall del Loira). L'any 2007 tenia 1.357 habitants.

## Demografia

### Població
El 2007 la població de fet de Cormeray era de 1.357 persones. Hi havia 477 famílies, de les quals 94 eren unipersonals (47 homes vivint sols i 47 dones vivint soles), 131 parelles sense fills, 237 parelles amb fills i 15 famílies monoparentals amb fills.
La població ha evolucionat segons el següent gràfic:

### Habitatges
El 2007 hi havia 546 habitatges, 501 eren l'habitatge principal de la família, 26 eren segones residències i 20 estaven desocupats. 532 eren cases i 13 eren apartaments. Dels 501 habitatges principals, 418 estaven ocupats pels seus propietaris, 78 estaven llogats i ocupats pels llogaters i 5 estaven cedits a títol gratuït; 3 tenien una cambra, 13 en tenien dues, 47 en tenien tres, 138 en tenien quatre i 300 en tenien cinc o més. 408 habitatges disposaven pel capbaix d'una plaça de pàrquing. A 159 habitatges hi havia un automòbil i a 318 n'hi havia dos o més.

### Piràmide de població
La piràmide de població per edats i sexe el 2009 era:
| Homes | Edats   | Dones |
| ----- | ------- | ----- |
| 0     | 95 o +  | 0     |
| 0     | 90 a 94 | 0     |
| 4     | 85 a 89 | 8     |
| 0     | 80 a 84 | 4     |
| 12    | 75 a 79 | 0     |
| 16    | 70 a 74 | 28    |
| 28    | 65 a 69 | 24    |
| 8     | 60 a 64 | 12    |
| 20    | 55 a 59 | 16    |
| 36    | 50 a 54 | 40    |
| 52    | 45 a 49 | 60    |
| 52    | 40 a 44 | 48    |
| 48    | 35 a 39 | 36    |
| 24    | 30 a 34 | 64    |
| 28    | 25 a 29 | 16    |
| 36    | 20 a 24 | 32    |
| 20    | 15 a 19 | 64    |
| 20    | 10 a 14 | 60    |
| 44    | 5 a 9   | 36    |
| 48    | 0 a 4   | 16    |

## Economia
El 2007 la població en edat de treballar era de 898 persones, 726 eren actives i 172 eren inactives. De les 726 persones actives 669 estaven ocupades (337 homes i 332 dones) i 57 estaven aturades (27 homes i 30 dones). De les 172 persones inactives 73 estaven jubilades, 55 estaven estudiant i 44 estaven classificades com a «altres inactius».

### Ingressos
El 2009 a Cormeray hi havia 542 unitats fiscals que integraven 1.492,5 persones, la mediana anual d'ingressos fiscals per persona era de 18.826 €.

### Activitats econòmiques
Dels 42 establiments que hi havia el 2007, 10 eren d'empreses de construcció, 10 d'empreses de comerç i reparació d'automòbils, 3 d'empreses de transport, 3 d'empreses d'hostatgeria i restauració, 1 d'una empresa d'informació i comunicació, 2 d'empreses immobiliàries, 5 d'empreses de serveis, 2 d'entitats de l'administració pública i 6 d'empreses classificades com a «altres activitats de serveis».
Dels 14 establiments de servei als particulars que hi havia el 2009, 1 era un taller de reparació d'automòbils i de material agrícola, 1 autoescola, 1 paleta, 2 guixaires pintors, 3 fusteries, 2 lampisteries, 1 perruqueria, 2 restaurants i 1 agència immobiliària.
Dels 3 establiments comercials que hi havia el 2009, 1 era una botiga de menys de 120 m², 1 una llibreria i 1 una sabateria.
L'any 2000 a Cormeray hi havia 20 explotacions agrícoles que ocupaven un total de 540 hectàrees.

## Equipaments sanitaris i escolars
El 2009 hi havia una escola elemental integrada dins d'un grup escolar amb les comunes properes formant una escola dispersa.

## Poblacions properes
El següent diagrama mostra les poblacions més properes.